# Japan Soccer League 1971
Die Japan Soccer League 1971 war die siebte Spielzeit der japanischen Japan Soccer League. An ihr nahmen 8 Vereine teil. Meister wurden die Yanmar Diesel.

## Ergebnisse
| Pl. | Verein                      | Sp. | S | U | N  | Tore    | Diff. | Punkte |
| --- | --------------------------- | --- | - | - | -- | ------- | ----- | ------ |
| 1.  | Yanmar Diesel               | 14  | 9 | 4 | 1  | 032:130 | +19   | 22     |
| 2.  | Mitsubishi Heavy Industries | 14  | 7 | 4 | 3  | 032:120 | +20   | 18     |
| 3.  | Nippon Steel                | 14  | 8 | 2 | 4  | 034:230 | +11   | 18     |
| 4.  | Hitachi                     | 14  | 7 | 4 | 3  | 018:170 | +1    | 18     |
| 5.  | Furukawa Electric           | 14  | 5 | 5 | 4  | 024:240 | ±0    | 15     |
| 6.  | Toyo Industries             | 14  | 3 | 4 | 7  | 011:170 | −6    | 10     |
| 7.  | Nippon Kokan                | 14  | 2 | 4 | 8  | 011:230 | −12   | 08     |
| 8.  | Nagoya Mutual Bank          | 14  | 0 | 3 | 11 | 010:430 | −33   | 03     |

## Preise

### Torschützenkönige
- Kunishige Kamamoto (11 Tore) (Yanmar Diesel)

### Best XI
- Kenzō Yokoyama (Mitsubishi Heavy Industries)
- Kōzō Arai (Furukawa Electric)
- Carlos Esteves (Yanmar Diesel)
- Yoshitada Yamaguchi (Hitachi)
- Aritatsu Ogi (Toyo Industries)
- Nelson Yoshimura (Yanmar Diesel)
- Nobuo Fujishima (Nippon Kokan)
- Teruki Miyamoto (Nippon Steel)
- Ryūichi Sugiyama (Mitsubishi Heavy Industries)
- Kunishige Kamamoto (Yanmar Diesel)
- Yoshikazu Nagai (Furukawa Electric)